# Scinax rostratus
Espèce
Synonymes
- Hyla rostrata Peters, 1863
- Hyla foliamorta Fouquette, 1958

Statut de conservation UICN

 LC  : Préoccupation mineure
Scinax rostratus est une espèce d'amphibiens de la famille des Hylidae.

## Répartition
Cette espèce se rencontre jusqu'à 1 300 m d'altitude au Venezuela, dans le nord de la Colombie, au Panamá, dans le nord du Guyana et dans le nord-ouest du Suriname.

## Publication originale
- Peters, 1863 : Fernere Mittheilungen über neue Batrachier. Monatsberichte der Königlich Preussischen Akademie der Wissenschaften zu Berlin, vol. 1863, p. 445-470 (texte intégral).